# Pedal

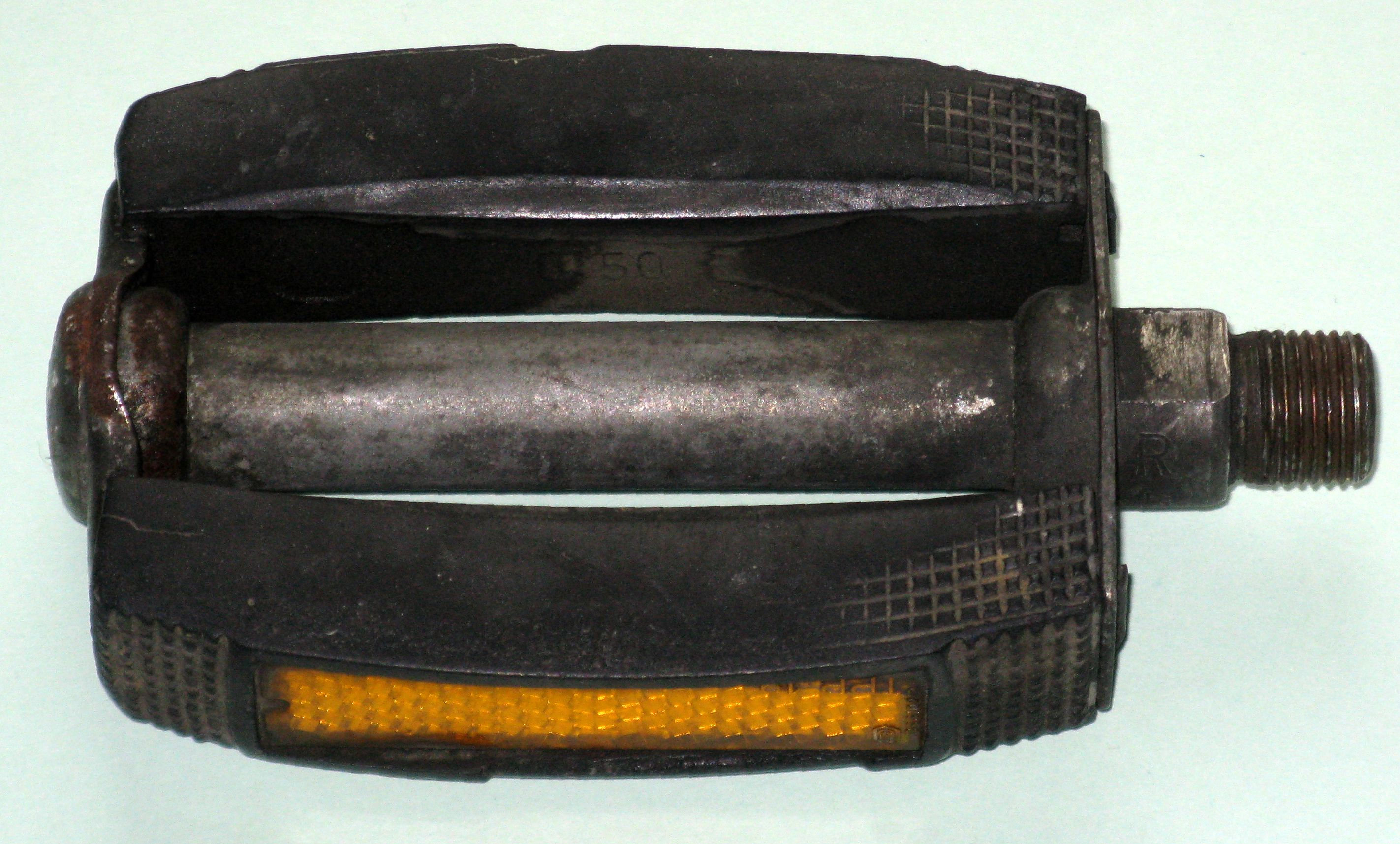
Fahrradpedal: Tritt-Körper aus Gummi mit eingelegten Reflektoren

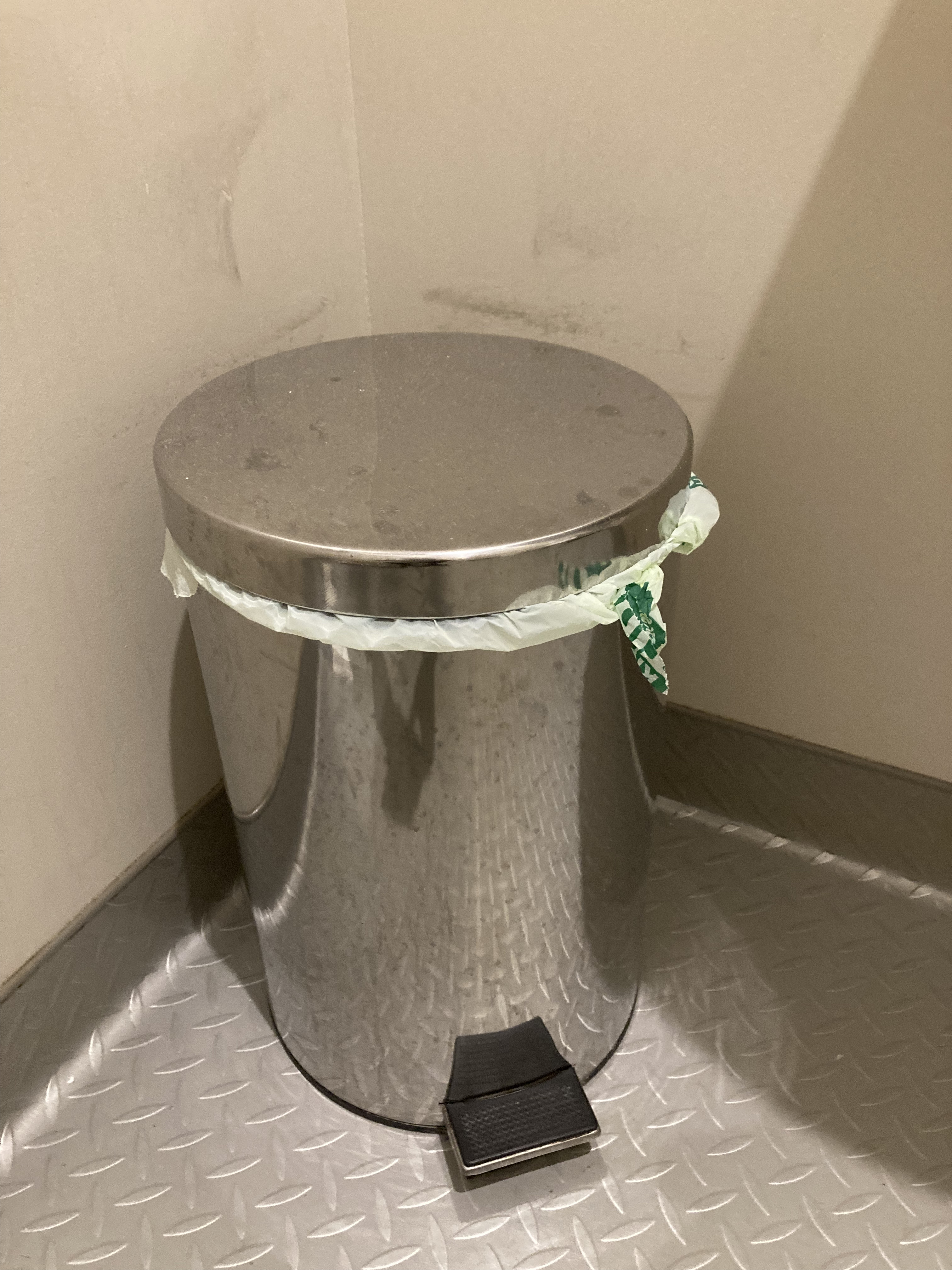
Mülleimer mit Pedal

Als [das] Pedal – landschaftlich auch [die] Pedale (Einzahl; aus lateinisch pedalis, wörtlich „zum Fuß gehörig“) oder allgemein [der] Fußhebel – wird eine mechanische Vorrichtung bezeichnet, die mit dem Fuß zu bedienen ist (siehe für die händische Bedienung auch Manual).

## Einsatzbereiche
Besonders geläufig sind Pedale in den folgenden Bereichen:

### Musik
Bei Musikinstrumenten wird der Begriff seit dem 16. Jahrhundert für die Fußtasten von Orgeln und anderen Tasteninstrumenten verwandt. Heute treten zwei unterschiedliche Ausführungen auf: als einzelne Fußhebel oder in der Form kompletter Klaviaturen.

#### Einzelne Fußhebel
- beim Klavier und dem Vibraphon dienen diese der Klangbeeinflussung
- beim Cembalo werden einrastende Pedale zum Schalten der Register oder der Koppel eingesetzt
- bei der Pedalharfe werden ähnliche Pedale (3 mögliche Stellungen) zum raschen Umstimmen der Saiten um ein oder zwei Halbtöne während des Spiels bedient
- bei der Pauke beeinflusst das Pedal stufenlos die Tonhöhe, indem die Spannung des Fells verändert wird
- bei Schlaginstrumenten wie der großen Trommel wird der Schlegel über eine Fußmaschine betätigt; die Becken eines Hi-Hats werden über ein Pedal aneinandergeschlagen

#### Komplette Klaviaturen
Komplette Klaviaturen für die Füße finden sich bei Orgeln oder auch als eigenständige Instrumente zur Ergänzung bei Cembalo, Clavichord und Flügel, siehe Pedal (Orgel).

#### Notenwenden
Seit dem Aufkommen der Tabletcomputer sind digitale Notenblätter anstelle papiergedruckter Noten bei Orchestermusikern oder in der Kammermusik anzutreffen. Zum Wechsel der Notenseite kommt oft ein elektronischer Fußtaster zum Einsatz.

### Verkehrsmittel
- Beim Auto werden die fußgesteuerten Hebel für Kupplung, Bremse und Beschleunigung verwendet.
- Beim Fahrrad sind Pedale die Teile, die die Verbindung zwischen den Füßen und den Tretkurbeln herstellen; siehe Fahrradpedal.
- Beim Tretboot bezeichnet der Begriff ebenso wie beim Fahrrad die Vorrichtung zur Kraftübertragung von den Füßen.
- Bei der Straßenbahn werden die fußgesteuerten Hebel zur Kontrolle der Geschwindigkeit (Bremse, Fahrt) und zum Teil als Sicherheitsfunktion (Totmanneinrichtung) verwendet. Beispiele sind der VBZ Ce 4/4 (Pedaler) oder der PCC-Wagen.
- Beim Flugzeug wird mit zwei im Fußraum des Cockpits befindlichen Pedalen das Seitenruder kontrolliert. Dabei wird dieses in Richtung des gedrückten Pedals ausgelenkt, während sich das gegenteilige Pedal – bedingt durch mechanische Kopplung – entgegen der Flugrichtung auf den Piloten zubewegt. Überdies bewirkt das Kippen eines einzelnen Pedals bei vielen Flugzeugen das Bremsen der Räder am jeweiligen Hauptfahrwerk. Weil besagte Kippbewegung meist am oberen Rand der Pedale mithilfe der Zehen des menschlichen Fußes geschieht, wird diese Variante der Bremsbetätigung auch Toebrake (aus englisch toe brake, wörtlich „Zehenbremse“) genannt. Es gibt aber auch Flugzeugmuster, bei denen die Radbremsen mit gesonderten Pedalen betätigt werden (z. B. Piper J-3 Cub).
- Beim Helikopter wird mit zwei im Fußraum des Cockpits befindlichen Pedalen allgemein – wie beim Flugzeug – die Hochachse kontrolliert. Die Umsetzung hängt von der jeweiligen Konfiguration des Hubschraubers ab. Bei der klassischen Heckrotor-Konfiguration wird demnach mit den Pedalen (hier englisch antitorque-pedals) mittelbar über Verstellung des kollektiven Einstellwinkels die Schubkraft des Heckrotors angepasst.

### Maschinen
Nähmaschinen werden üblicherweise mittels Fußpedal gesteuert, welches entweder elektrisch als Schalter oder Potentiometer agiert, oder mechanisch eine Kupplung betätigt.

## Weitere Einzelheiten
Zusätzlich gibt es die eigentlich widersprüchlichen Wörter Fingerpedal und Handpedal.